# Audeville
Audeville je francouzská obec v departementu Loiret v regionu Centre-Val de Loire. V roce 2012 zde žilo 183 obyvatel.
Obec má rozlohu 12,7 km² a leží v nadmořské výšce 120 - 137 m n. mořem.
V obci se nachází kostel, který byl postaven již ve 13. století.

## Sousední obce
Blandy (Essonne), Césarville-Dossainville, Engenville, Intville-la-Guétard, Mainvilliers, Sermaises, Thignonville

## Vývoj počtu obyvatel
Počet obyvatel